# Малецкий, Александр Маврикиевич
Александр Маврикиевич Малецкий (А. Рубинштейн) (1879, Новорадомск, Петроковская губерния, Российская империя — 15 ноября 1937, Советский Союз) — участник революционного движения в Российской империи, член ЦК РСДРП.

## Биография
С конца 1890-х состоял в социал-демократическом движении, в 1904 работал в Лодзи, затем в Варшаве, являлся членом СДКПиЛ, а с 1906 и РСДРП. В 1907 участвовал в V съезде РСДРП, избран кандидатом в члены ЦК РСДРП. С 19 мая (1 июня) 1907 до 26 декабря 1911 (8 января 1912) пребывал членом ЦК РСДРП — СДКПиЛ. Участвовал в работе конгресса Второго интернационала, в 1913 назначен помощником представителя в МСБ от РСДРП, Л. Б. Каменева. Перед Первой мировой войной подвергался критике со стороны В. И. Ленина, в его письмах к И. Ф. Арманд. С марта 1919 (по другим данным с 1922 до 1925) работал секретарём редакции журнала «Коммунистический интернационал». С 1921 до 1922 заведовал информационным бюро НКИД РСФСР. С 1926 преподавал в ВУЗах. До сентября 1937 был в должности учёного консультанта по отделу философии во Всесоюзной библиотеке имени В. И. Ленина. 18 сентября того же года арестован НКВД, и 15 ноября расстрелян.